# 贾逵 (曹魏)
賈逵（174年—228年），字梁道，本名衢，河东郡襄陵縣人（今山西襄汾县）。東漢末及三國時曹魏官員，終其一生效力於曹魏。賈逵之子賈充也是曹魏官員，並是西晉的開國元勳。　

## 生平

### 早年
賈逵一族是望族，早年喪失雙親，過著貧窮生活，冬天時常不穿襠褲，之後在妻舅柳孚家住宿，第二天穿著柳孚的襠褲而去。被當時的人稱「通健」。
小時候常時模擬打仗遊戲，祖父賈習見狀後感到特別，並被評：「你長大後一定成為將軍統率部隊。」因此被其口頭授傳兵法數萬言。

### 绛邑縣長
賈逵曾为河东郡小吏，守绛邑（今山西绛县）縣長，深得绛邑父老爱戴。
建安七年（202年），袁尚命令郭援、匈奴單于呼廚泉、高幹攻打河東，郭援所經城邑都投降，但到絳邑時賈逵拒絕投降，並奮力抵抗；郭援無法攻下，於是召呼廚泉合力攻擊，最終都成功攻下。郭援聽聞賈逵的名聲後打算收他為將，並派兵押他來，但賈逵並不順從，身邊左右要他向郭援叩頭，但他卻說：「安有國家長吏為賊叩頭！」這句話惹怒了郭援，要將他殺死。此時絳縣吏民聽到消息後，紛紛向郭援求情，賈逵才未被殺死。
絳邑被圍時，賈逵知道無法抵抗，於是命人送印綬到郡，而且建議要快駐兵皮氏這個重地。絳邑被攻下後郭援果然打算攻皮氏，賈逵怕郭援會快郡一步攻下皮氏，於是出計令郭援多留七日，皮氏亦準備好防守，最終都沒有被攻下。後來賈逵獲舉茂才，任澠池縣令。
建安十年（205年），并州刺史高幹叛曹，張琰舉兵響應，此時賈逵不知張琰打算叛變，才來到見他就知叛變發生，想逃走但又怕被捉拿，於是假裝與張琰同謀，為他談論計謀，成功得到他信任。後賈逵見治所蠡城城牆不堅固，向張琰求兵修補城牆；得兵後又將打算向張琰通風報信的人殺死。最後賈逵據城抵抗張琰，張琰戰敗。賈逵後來被辟為司徒掾，以議郎參司隸校尉軍事。

### 入仕曹魏
建安十六年（211年），曹操征伐在關中叛亂的馬超，經弘農郡時稱這是西道的要地，命令賈逵領弘農太守。後賈逵雖因事獲罪被免職，但曹操仍然很賞識賈逵，又任他為丞相主簿，後又拜諫議大夫，與夏侯尚共掌軍事計策。
建安二十五年（220年），曹操在洛陽逝世，由賈逵處理喪事，並運靈柩回鄴城。曹丕繼承魏王爵位後，任命賈逵為鄴縣縣令，治理當地的不法之徒，不久遷任魏郡太守。同年六月，曹丕領大軍南巡，賈逵任丞相主簿祭酒。到譙時，又任命賈逵為豫州刺史。賈逵在豫州嚴格執行政令，任命枉法的屬下官員都一律被免職，因而得到曹丕的讚賞，更布告天下，命以豫州為榜樣。因功獲賜關內侯。由於豫州南接吳境，賈逵都做好防守的準備，同時又建造水壩截水，建起了一條二百餘里的運河，稱為「賈侯渠」，便利民生。
黃初三年（222年），賈逵與曹休、張遼等將進攻東吳，乘吳軍遇暴風擊破呂範的部隊，戰後獲進封陽里亭侯（屬濟陰郡句陽縣），加建威將軍。
太和元年（227年），曹叡繼位，孫權在豫州正南方的東關駐守，賈逵見豫州境內的駐軍都僅是防守，每次攻擊東吳都是由東方或是由西方進攻，無從北方受襲的顧慮，令吳軍可以合兵全力抗擊。於是打算建一條直道由豫州直道長江，作為威脅和有利自己的戰略部處，同時又移駐潦口，上陳進攻的計策，曹叡都十分同意。
次年（228年），東吳鄱陽太守周魴引曹休領兵向皖，曹叡同時又派賈逵督前將軍滿寵、東莞太守胡質等四支軍隊由西陽直攻東關、司馬懿領兵到江陵。到五將山時曹休表示收到東吳將領的投降上表，要深入東吳；曹叡又命各軍與曹休會合一同進攻。賈逵此時見東吳在邊境並無防備，知道曹休一定會因深入而被早已準備的吳軍擊破，賈逵於是部處諸將水陸並進，又生擒吳兵，得知曹休已敗，吳軍更到夾石截擊曹休的敗兵。賈逵於是快速行軍，並多設旗鼓作疑兵，進據夾石並逼退截擊的吳軍，又支援被吳軍追擊至夾石的曹休軍。同年賈逵在豫州逝世，諡肅侯，享年五十五歲。

## 性格特徵
賈逵一開始是諸生，粗略知曉經書大義，並在之中取其精華。而賈逵最喜歡《左氏春秋》，當官之後每個月會親自為自己讀一遍。
賈逵非常忠誠剛直，如當中被郭援威逼仍寧死不願向他投降。另在曹操死後，鄢陵侯曹彰由長安趕來，問曹操的璽綬時，賈逵則嚴肅地說：「天子在鄴，國有儲輔。先王璽綬，非君侯所直問也。」表明尊重曹操和其選立的繼位人曹丕。另在夾石時，雖然賈逵與曹休有過節，但在曹魏的利益面前都可以放低，努力營救曹休以免被吳軍覆滅。在他病重時，又對左右說：「受國厚恩，恨不斬孫權以下見先帝。喪事一不得有所修作。」可見他至死都希望助曹魏覆滅東吳，以至統一。故此在諸葛誕聽到賈充支持魏室禪讓他人，厲聲說：「卿非賈豫州子？」
賈逵擔任丞相主薄時，有一次在弘農和典農校尉為了公事起爭執而不得理，因此發憤形成癭病，後來癭瘤稍微擴大，賈逵想親自請醫生割癭。由於曹操很心疼賈逵的忠心，很擔心賈逵因為割癭而死，還用『十人割癭九人死』的話勸賈逵放棄，賈逵不聽，割掉癭瘤反而越長越大。

### 與祝公道的關係
或作祝奧，河南遊俠，不是賈逵故人，但賈逵在一次被郭援囚禁時，對看守說「此間沒有健兒嗎，而讓義士死在這裡？」當時祝公道正好聽到，在夜間救出賈逵，賈逵擊破郭援才得認識公道。之後公道因為其他事情遭到連坐伏法，賈逵力救不得，改為其守喪。

### 與曹休的關係
石亭之戰時，曹休雖然得到賈逵的救援才得以撤退，但仍埋怨賈逵行軍太遲。所以叫主管人命賈逵到戰場上去撿曹休遺失的使節杖。賈逵認為自己沒有過失，所以對曹休說：“我是來幫國家擔任豫州刺史的，不是來撿丟掉的使節杖的。”于是率軍回營。接著賈逵與曹休兩人互相彈劾，曹魏朝廷雖然知道賈逵沒犯錯，但也想到曹休是宗室身份，且責任重大；所以對兩人都不責難。
曹休在石亭之戰前本就看不起賈逵，後來更打算以行軍晚到之罪懲處賈逵，但賈逵始終沒有多言，當時的人因此而更認同賈逵。同時，曹休為此戰過失上書謝罪，曹叡派楊暨安撫，賜禮隆重，曹休不久发背疽而死。

## 軼事
《賈逵碑》記載賈逵死後，當地的人為他立廟祭祀，當時廟前有一顆柏樹，有人試著去砍它，不料砍了之後該裂痕又復原，震驚當時的項城人民。

## 評語
- 曹操：“使天下二千石悉如賈逵，吾何憂？”
- 曹丕：“逵真刺史矣。”
- 曹叡：“古人有言，患名之不立，不患年之不長。逵存有忠勳，沒而見思，可謂死而不朽者矣。”
- 曹休：“逵性刚，素侮易诸将，不可为督。”
- 曹髦：“逵歿，有遺愛，歷世見祠。追聞風烈，朕甚嘉之。昔先帝東征，亦奉于此，親發德音，褒揚逵美，徘徊之心，益有慨然！夫礼贤之义，或扫其坟墓，或脩其门闾，所以崇敬也。其扫除祠堂，有穿漏者补治之。”
- 賈習：“汝大必為將率。”
- 孫資：“逵在絳邑，帥厲吏民，與賊郭援交戰，力盡而敗，為敗所俘，挺然直志，顏辭不屈；忠言聞於大眾，烈節顯於當時，雖古之直髮據鼎，罔以加也。其才兼文武，誠時之利用。”
- 陈寿：“咸精达事机，威恩兼著，故能肃齐万里，见述于后也。”（《三国志 魏书 刘司马梁张温贾传第十五》）
- 鱼豢：“逵世为著姓，少孤家贫，冬常无袴，过其妻兄柳孚宿，其明无何，著孚袴去，故时人谓之通健。”
- 王沈：“休犹挟前意，欲以后期罪逵，逵终无言，时人益以此多逵。”
- 习凿齿：“夫贤人者，外身虚己，内以下物，嫌忌之名，何由而生乎？有嫌忌之名者，必与物为对，存胜负于己身者也。若以其私憾败国殄民，彼虽倾覆，于我何利？我苟无利，乘之曷为？以是称说，臧获之心耳。今忍其私忿而急彼之忧，冒难犯危而免之于害，使功显于明君，惠施于百姓，身登于君子之涂，义愧于敌人之心，虽豺虎犹将不觉所复，而况于曹休乎？然则济彼之危，所以成我之胜，不计宿憾，所以服彼之心，公义既成，私利亦弘，可谓善争矣。在于未能忘胜之流，不由于此而能济胜者，未之有也。”
- 独孤及：“魏晋以贾诩之筹策、贾逵之忠壮、张既之政能、程昱之智勇、顾雍之密重、王浑之器量、刘惔之鉴裁、庾翼之志略，彼八君子者。”（《唐会要·卷七十九》）
- 苏轼：“嵇绍似康为有子，郗超叛鉴是无孙。如今更恨贾梁道，不杀公闾杀子元。”（《苏东坡全集》）
- 郝经：“民未即业，运属军兴。抑奸弭寇，吏资严能。馥习既逵，隠然方面。立国立疆，递为耕战。伊颜几圣，伯达焉知。治平何难，出处有时。”（《郝氏续后汉书》）
- 刘咸炘：“刘馥治扬，梁习治并，张既治雍、凉，温恢治扬、凉，贾逵治豫，功皆甚著。”（《三国志集解》）

## 家庭

### 祖父
- 賈習

### 妻子
- 柳氏，柳孚之妹。西晉時獲封魯國太夫人。

### 兒子
- 賈充，嗣子，助司馬家族篡曹魏，日後成晉朝的開國元勳、權臣。在晉官至司空、太尉。
- 賈混，賈充弟弟，西晉封永平侯，歷任宗正卿、鎮軍將軍，領城門校尉，加侍中。

### 孫兒
- 賈黎民，賈充子，三歲時因郭槐殺了他信任的乳娘而發病早死。
- 賈褒，賈充及李氏的長女，一名荃。嫁齊王司馬攸。
- 賈裕，賈充及李氏的次女，一名濬。
- 賈南風，賈充女，與郭槐所生，嫁司馬衷，後被立為皇后。
- 賈午，賈充幼女，與郭槐所生，嫁韓壽。
- 賈彝，賈混子，西晉黃門郎。
- 賈遵，賈混子，西晉黃門郎。
- 賈模，賈混子，西晉官至侍中、加光祿大夫。後被賈后逼害。
- 賈氏，鄧攸妻。

## 藝術形象

### 三國演義
石亭之戰時識破周魴的斷髮詐降計，上諫曹休反被其下令處斬，不過在多位將軍的請求下被下令為後軍。之後因拯救曹休而被其感激。

### 漫畫
- 《蒼天航路》（王欣太）
- 《火鳳燎原》（陳某）:設定是司馬懿之親信手下老賈之子，有「臭蟲」之稱，於下邳之戰篇登場。

### 影视
- 1994年电视剧《三国演义》：杜振西饰演贾逵
- 2017年电视剧《军师联盟》：王琇强饰演贾逵

## 延伸阅读
[在维基数据编辑]
 《三國志·卷15》，出自陳壽《三國志》